# موكمول
موكمول (بالألمانية: Möckmühl) هي مدينة وبلدة ألمانية تقع في ألمانيا في بادن-فورتمبيرغ. يقدر عدد سكانها بـ 8,188 نسمة .

## المدن التوأمة
مدينة Cherasco هي مدينة توأمة لـموكمول.